# Cristóbal de Morales

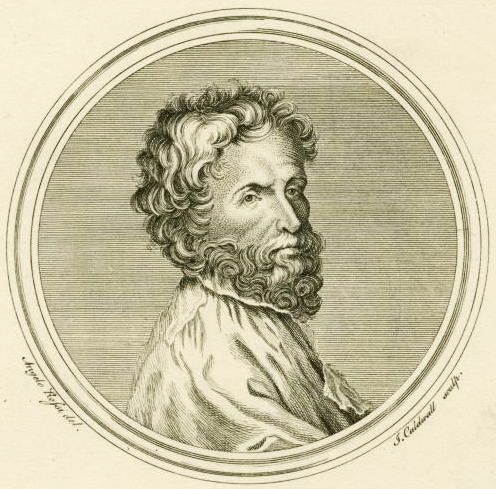
Cristóbal de Morales.

Cristóbal de Morales, född omkring 1500 i Sevilla, död mellan 4 september och 7 oktober 1553 i Malaga, var en spansk kompositör och kontrapunktist under renässansen. Han skrev framför allt sakral musik.
Cristóbal de Morales var omkring 1540 påvlig kapellsångare i Rom. Han räknas till de bäste tonsättarna på sin tid, bildad, som han var, i holländarnas stränga skola och sedermera delaktig av det ideala drag som utmärkte den romerska skolan och nådde sin höjd i Palestrina. Betydande är hans 4 Magnificat (1542), motetter (1543-46), mässor (2 böcker, 1544-46) och lamentationer (1564). Musikkonservatoriet i Sevilla är uppkallad efter honom.

## Biografi
Cristobal föddes i Sevilla, och efter utbildning i mycket ung ålder där, vilket innefattade klassiska studier och musikalisk skolning, hade han olika tjänster i Ávila och Plasencia. Om hans familj är endast känt att han hade en syster och att hans far avlidit innan systern gifte sig på 1530-talet. Han hade flera släktingar i staden, däribland flera som var verksamma i kyrkan och hos hertigen av Sidona.
Medan medlemmar av adelsätten Borgia var påvar hade det vuxit fram en tradition att anställa spanska sångare till den påvliga kören i Rom. Detta var det huvudsakliga skälet till att Morales hamnade där. Det verkar som om han vid några perioder avsåg att bli organist. En person med hans namn nämns som presbyter toletanus mellan maj och december 1534 i Rom. 1535 flyttade han till Rom och var sångare i den påvliga kören, tydligen genom påve Paulus III:s begivenhet för spanska sångare. Morales stannade i Rom till 1545, anställd av Vatikanen. Därefter, sedan han utan framgång sökt anställningar i Italien, återkom han till Spanien och hade en rad olika befattningar. Vid den här tiden hade han blivit berömd som kompositör.
Från den 4 september 1553 var han maestro de capilla vid katedralen i Toledo, där han även tidigare haft tjänst. Hans dödsdag är okänd, men han avled i befattningen i Toledo samma år, innan den 7 oktober.

## Musik och influenser

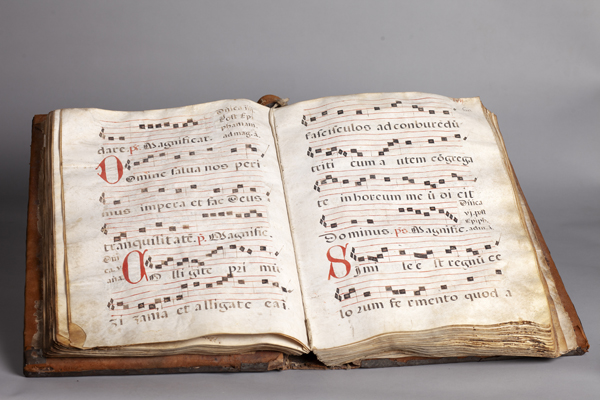
Mässa av Cristóbal de Morales
(Museo Paroquial, Pastrana)

Morales komponerade sakral musik. Nästan all hans musik är polyfon och vokal, men det förekommer att instrument ackompanjerar rösterna. Han skrev flera mässor, några med en särdeles svårighetsgrad som troligen skrevs för den påvliga kören; han skrev över 100 motetter, 18 tonsättningar av Magnificat, och åtminstone fem tonsättningar av Lamentatione Jeremiae Prophetae (varav en endast finns bevarad från Mexiko). Bara Magnificaterna ger honom en framskjuten plats bland hans samtida, och de tillhör hans oftast framförda verk.
Stilistiskt har Morales musik mycket gemensamt med annan sakral musik från den iberiska högrenässansen, till exempel en benägenhet till vad ett modernt öra skulle uppfatta som funktionell harmoni. I harmomiken skiljer han sig därmed tydligt från brittiska samtida, som Thomas Tallis. Hans musik kännetecknas av rytmisk frihet, där sångstämmorna kan ha sina egna rytmer. Den äldre Morales verk är mer homofoniska, men i centrum för han kompositioner finns livet igenom texten han tonsätter.
Det finns 22 mässor bevarade. Morales använder en mängd olika tekniker, bland annat cantus firmus och parodimässa. Sex mässor bygger på gregoriansk sång och dessa är huvudsakligen skrivna i en konservativ cantus firmus-stil. Åtta mässor använder tekniken från parodimässan, däribland Mille regretz för sex röster.
Morales skrev också två mässor baserade på den berömda L'homme armé vilken tonsattes av många kompositörer under 1400- och 1500-talen. En av dessa är för fyra röster, och den andra för fem. Den för fyra röster använder en strikt cantus firmus, och den för fem flyttar melodin mellan stämmorna.
Dessutom skrev han ett requiem (Missa pro defunctis). Det verkar vara tillkommet under slutet av hans liv.
Morales var den första spanska kompositör som blev internationellt erkänd. Hans verk spreds i Europa och till Nya världen.